# Менор (Пенсільванія)
Менор (англ. Manor) — місто (англ. borough) в США, в окрузі Вестморленд штату Пенсільванія. Населення — 3585 осіб (2020).

## Географія
Менор розташований за координатами 40°20′45″ пн. ш. 79°40′9″ зх. д. / 40.34583° пн. ш. 79.66917° зх. д. (40.345939, -79.669266).  За даними Бюро перепису населення США в 2010 році місто мало площу 4,95 км², уся площа — суходіл.

## Демографія
Згідно з переписом 2010 року, у селищі мешкало 3239 осіб у 1243 домогосподарствах у складі 908 родин. Густота населення становила 654 особи/км².  Було 1321 помешкання (267/км²).
Расовий склад населення:
| - 98,2 % — білих - 0,8 % — азіатів - 0,3 % — чорних або афроамериканців |

До двох чи більше рас належало 0,6 %. Частка іспаномовних становила 0,7 % від усіх жителів.
За віковим діапазоном населення розподілялося таким чином: 25,1 % — особи молодші 18 років, 61,9 % — особи у віці 18—64 років, 13,0 % — особи у віці 65 років та старші. Медіана віку мешканця становила 40,5 року. На 100 осіб жіночої статі у селищі припадало 93,4 чоловіків;  на 100 жінок у віці від 18 років та старших — 88,9 чоловіків також старших 18 років.
Середній дохід на одне домашнє господарство  становив 82 269 доларів США (медіана — 73 519), а середній дохід на одну сім'ю — 85 374 долари (медіана — 87 750). Медіана доходів становила 51 083 долари для чоловіків та 53 189 доларів для жінок. За межею бідності перебувало 7,0 % осіб, у тому числі 11,2 % дітей у віці до 18 років та 6,3 % осіб у віці 65 років та старших.
Цивільне працевлаштоване населення становило 1844 особи. Основні галузі зайнятості: освіта, охорона здоров'я та соціальна допомога — 25,1 %, мистецтво, розваги та відпочинок — 14,5 %, науковці, спеціалісти, менеджери — 11,0 %, будівництво — 8,5 %.